# Istres

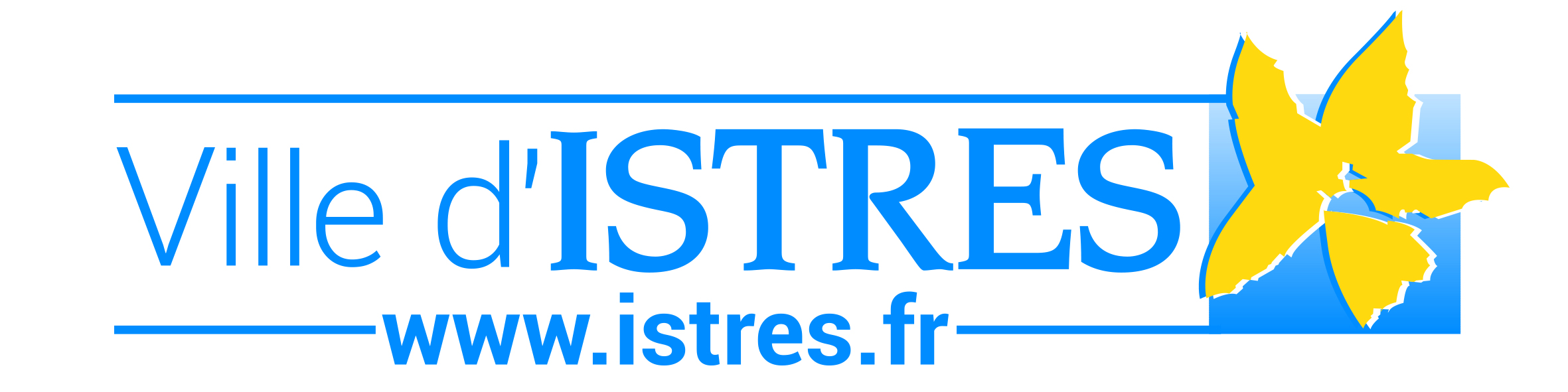
Logo der Gemeinde Istres

Istres (okzitanisch Istre) ist eine Gemeinde mit 44.044 Einwohnern (Stand 1. Januar 2022) im französischen Département Bouches-du-Rhône in der Region Provence-Alpes-Côte d’Azur.

## Geographie
Istres liegt am Étang de Berre, etwa 40 Kilometer nordwestlich von Marseille. Im Südwesten der Stadt ist das große Industriegebiet von Fos-sur-Mer.

## Geschichte
Die Gemeinde wird 966 erstmals als Ystrio auf einer Karte von Konrad dem Friedfertigen erwähnt. Funde belegen aber, dass Menschen an dieser Stelle seit dem 5. Jahrhundert v. Chr. siedelten. Im 12. Jahrhundert wird die Stadt Lehensgut der Herren von Beaux.
Während des Zweiten Weltkriegs befand sich auf einem zu Istres gehörenden Gelände ein Teil des Internierungslagers Miramas. 

### Bevölkerungsentwicklung
| Jahr                       | 1962 | 1968   | 1975   | 1982   | 1990   | 1999   | 2006   | 2017   |
| Einwohner                  | 9478 | 13.404 | 18.129 | 28.561 | 35.163 | 38.855 | 42.090 | 43.133 |
| Quellen: Cassini und INSEE |      |        |        |        |        |        |        |        |

## Wirtschaft und Infrastruktur

### Luftwaffenstützpunkt
Bekannt ist Istres durch den Militärflugplatz Istres-Le Tubé (Base aérienne 125 Istres-Le tubé). Die 5000 Meter lange Start- und Landebahn war auch ein Notlandeplatz für das Space Shuttle. Ebenfalls fanden hier Erprobungen des Airbus 340-600 und Airbus A380 statt. Die französischen Luftstreitkräfte haben dort vor allem Tankflugzeuge der Typen Airbus A330 MRTT und Boeing C-135 stationiert. Der Stützpunkt ist auch Standort von Nuklearwaffen der Atomstreitmacht.
International bekannt ist auch das Flugversuchszentrum der Safran Aircraft Engines auf diesem Gelände.

## Städtepartnerschaft
Istres unterhält seit 1974 eine Städtepartnerschaft mit Radolfzell in Baden-Württemberg (Deutschland).

## Persönlichkeiten
- Anouk Ricard (* 1970), Illustratorin, Comicautorin und Animatorin
- Florian Tardieu (* 1992), Fußballspieler